# Hemitriakis leucoperiptera
Espèce
Statut de conservation UICN

 CR A2d : 
En danger critique
Répartition géographique
Hemitriakis leucoperiptera est une espèce de requins.
Ce requin vit dans le Pacifique ouest, de 20 à 5°Nord et jusqu'à -50 mètres. Il peut atteindre 1 mètre de long.

## Menaces et conservation
L'UICN (23 janvier 2023) classe l'espèce en catégorie CR (en danger critique) dans la liste rouge des espèces menacées depuis 2021. Victime collatérale de la pêche, ce requin a vu sa population décliner de plus de 80 % en 24 ans.